# تحليل النظائر

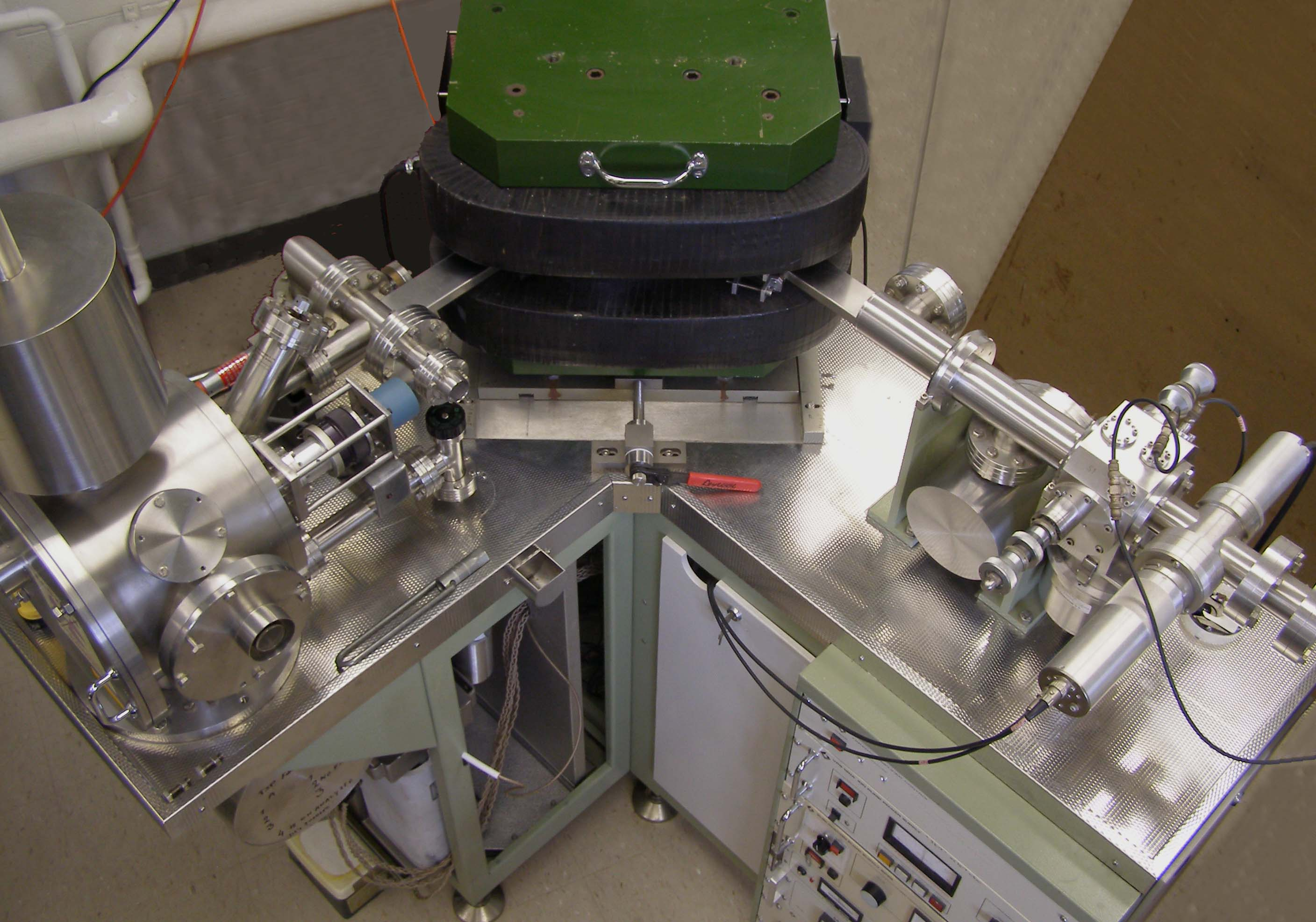
جهاز مطياف الكتلة المزود بقطاع مغناكيسي والمستخدم عادةً من أجل تحليل النظائر.

تحليل النظائر هو وسيلة في الكيمياء التحليلية من أجل تحديد نسبة النظائر المستقرّة لعناصر كيميائية معينة في المركّبات الكيميائية.
يقاس التفاوت في نسب النظائر من التجزئة النظيرية باستخدام جهاز مطياف الكتلة، والذي يقوم بفصل النظائر المختلفة لعنصر ما اعتماداً على نسبة الكتلة-إلى-الشحنة.

## أمثلة
من الأمثلة على المجالات التي يستخدم فيها تحليل النظائر:
- يعطي حساب نسبة النظائر ذات الأصل المشع معلومات على عمر المعدن المفحوص في مجال علم الزمن الجيولوجي والتأريخ الإشعاعي.
- يعطي تحليل نظائر العناصر الخفيفة مثل الكربون والأكسجين والنتروجين والكبريت والهيدروجين معلومات عن أصل ومنشأ المواد الغذائية. ويفيد هذا الأمر في مكافحة عوامل التلوث فيما يخص المجالات البيئية.
- في الكيمياء العضوية يستخدم تحليل النظائر من أجل تفسير آليات التفاعل وخاصة عند الوسم النظيري.
- إنّ تحليل النظائر في العيّنات اللبية الجليدية أو العيّنات المأخوذة من المناطق الرسوبية في أعماق البحار، بالإضافة إلى تحديد نسبة تركيز النظيرين 18O/16O في تلك العينات بواسطة تقنية مطيافية الكتلة، يعطي معلومات عن متوسط درجة حرارة الأرض وعن السجل التاريخي للاحترار العالمي في الفترات القديمة من عمر الأرض.[2]